# Olivia Hofmann
Olivia Hofmann (Innsbruck, 8 de agosto de 1992) es una deportista austríaca que compite en tiro, en la modalidad de rifle.
Ganó dos medallas de bronce en el Campeonato Mundial de Tiro de 2022 y una medalla de plata en el Campeonato Europeo de Tiro de 2017. En los Juegos Europeos de Bakú 2015 consiguió una medalla de bronce en la prueba de rifle en 3 posiciones 50 m.
Participó en los Juegos Olímpicos de Río de Janeiro 2016, ocupando el quinto lugar en la prueba rifle en 3 posiciones 50 m.

## Palmarés internacional
| Campeonato Mundial | Campeonato Mundial | Campeonato Mundial | Campeonato Mundial             |
| Año                | Lugar              | Medalla            | Prueba                         |
| ------------------ | ------------------ | ------------------ | ------------------------------ |
| 2022               | El Cairo (Egipto)  | Medalla de bronce  | Rifle 3 posiciones 300 m       |
| 2022               | El Cairo (Egipto)  | Medalla de bronce  | Rifle 3 posiciones 300 m mixto |
| Juegos Europeos    |                    |                    |                                |
| Año                | Lugar              | Medalla            | Prueba                         |
| 2015               | Bakú (Azerbaiyán)  | Medalla de bronce  | Rifle 3 posiciones 50 m        |
| Campeonato Europeo |                    |                    |                                |
| Año                | Lugar              | Medalla            | Prueba                         |
| 2017               | Bakú (Azerbaiyán)  | Medalla de plata   | Rifle en pos. tendida 300 m    |